# Saya
Saya (Tsaya), Saya je dobronamjerni kulturni heroj plemena Beaver (ponekad ga folkloristi nazivaju "transformatorom".) Saya se općenito prikazuje kao herojski ubojica čudovišta i prijatelj čovječanstva, iako postoje neke priče kod Beavera koje su po prirodi duhovite